# خوان خوسيه جيميس
خوان خوسيه جيميس سياسي إسباني، وعضو سابق في جمعية مدريد من حزب الشعب، وشغل منصب وزير الصحة ووزير التشغيل والتنوع لمجتمع مدريد المستقل.
خلال فترة عمله وزيراً للصحة في منطقة مدريد عارض جيميس حظر التدخين باعتباره انتهاكًا للحرية الفردية، قائلاً: «لن تحصل أبدًا على نتائج جيدة من حظر شيء ما».
في عام 2010 تم تعيينه رئيسًا للمركز الدولي لإدارة ريادة الأعمال في مدرسة آي إي بيزنيس.
في عام 2011 كان زميل برنامج أيزنهاور متعدد الجنسيات.
في عام 2013 أُعلن عن براءته بعد اتهامه بتهمة الرشوة والمخالفات من خلال خصخصة الإدارة للمستشفيات العامة في مدريد خلال فترة ولايته في وزارة الصحة لمنطقة مدريد (2007-2010).